# Majdan Tuczępski
Majdan Tuczępski (pronunciación en polaco: /ˈmajdan tuˈtʂɛmpskʲi/) es un pueblo ubicado en el distrito administrativo de Gmina Grabowiec, dentro del Condado de Zamość, Voivodato de Lublin, en Polonia oriental. Se encuentra aproximadamente a 7 kilómetros al noroeste de Grabowiec, a 24 kilómetros al noreste de Zamość, y a 78 kilómetros al sureste de la capital regional Lublin.